# Stilobezzia kurthi
Stilobezzia kurthi är en tvåvingeart som beskrevs av Art Borkent 2000. Stilobezzia kurthi ingår i släktet Stilobezzia och familjen svidknott. Inga underarter finns listade i Catalogue of Life.